# Coupe du monde de ski alpin 1998-1999
Navigation
Édition précédente Édition suivante
La coupe du monde de ski alpin 1998-1999 est la 33e édition de la coupe du monde de ski alpin, compétition de ski alpin organisée annuellement. Elle se déroule du 24 octobre 1998 au 14 mars 1999.
Les hommes disputent 35 épreuves : 10 descentes, 6 super-G, 8 géants, 9 slaloms et 2 combinés.
Les femmes disputent 36 épreuves : 9 descentes, 8 super-G, 9 géants, 8 slaloms et 2 combinés.
Les championnats du monde sont disputés à Vail du 2 au 14 février 1999.

## Tableau d'honneur
| Catégorie | Messieurs            | Dames                 |
| --------- | -------------------- | --------------------- |
| Général   | Lasse Kjus           | Alexandra Meissnitzer |
| Descente  | Lasse Kjus           | Renate Götschl        |
| Super G   | Hermann Maier        | Alexandra Meissnitzer |
| Géant     | Michael von Grünigen | Alexandra Meissnitzer |
| Slalom    | Thomas Stangassinger | Sabine Egger          |
| Combiné   | Lasse Kjus           | Hilde Gerg            |

## Résumé de la saison
Les deux norvégiens Lasse Kjus et Kjetil André Aamodt se livrent un duel de polyvalents sur toute la saison. Plus à l'aise dans les disciplines de vitesse, Kjus signe onze podiums et remporte six succès (5 descentes et 1 combiné) et prend rapidement les devants alors que Aamodt à l'inverse plus à l'aise dans les disciplines techniques, signe huit podiums pour un succès et parvient à maintenir un écart lui permettant de jouer jusqu'au bout le gros globe. Avant le dernier géant de la saison, Kjus compte seulement 32 points d'avance sur Aamodt. 5e de la course Aamodt ne reprend que neuf points sur Kjus 7e qui remporte à 28 ans le deuxième gros globe de sa carrière.
Vainqueur en outre du globe de la descente et du combiné, Lasse Kjus conclut une saison parfaite qui l'a aussi vu remporter les médailles d'or du super G et du géant et finir médaillé dans les cinq disciplines (une première dans l'histoire du ski alpin) lors des mondiaux de Vail.
Hermann Maier tenant du gros globe, signe une belle saison avec six victoires, le globe du super G plus deux titres mondiaux (Descente et super G ex æquo avec Kjus) mais paie cher sa faiblesse en slalom. Il termine troisième du classement général à plus de 100 points de Kjus.
Michael von Grünigen victorieux à deux reprises (Alta Badia et la Sierra Nevada) remporte une nouvelle fois classement du géant. Avec seize victoires en coupe du monde depuis 1993, trois globes de cristal (1996, 97, 99), 1 titre mondial (1997) et une médaille d'argent olympique, le skieur bernois est le géantiste le plus prolifique des années 90.
Thomas Stangassinger éternel second du classement du slalom (2e en 1994, 97 et 98) est récompensé de sa régularité (cinq podiums, deux victoires) et remporte enfin le globe de cristal du slalom.
Benjamin Raich se révèle en janvier en remportant le slalom "nightrace" de Schladming malgré un dossard élevé ainsi que deux autres victoires (en géant à Flachau et en slalom à Wengen). Le jeune skieur de 21 ans s'affirme comme le nouveau prodige des disciplines techniques en Autriche.
l'autrichienne Alexandra Meissnitzer remporte le classement général devant Hilde Gerg et Renate Götschl.
Classée dans les cinq meilleures de quatre disciplines sur toute la saison, Meissnitzer s'assure assez vite le succès final. Elle signe douze podium, remporte huit courses (4 géants, 2 super G et 2 descentes) et s'assure le globe de cristal du super G et de la descente ajoutant à une saison pleine deux titres mondiaux à Vail. La skieuse autrichienne de 26 ans est logiquement élu sportive de l'année en Autriche pour la deuxième année consécutive.
Hilde Gerg signe trois succès (1 descente, 1 super G et 1 combiné) et conserve son globe de cristal du combiné. L'allemande termine deuxième du général à près de 500 points de retard sur Meissnitzer.
Renate Götschl troisième du général, s'adjuge la deuxième coupe du monde de descente de sa carrière grâce à quatre victoires.
La skieuse française Régine Cavagnoud remporte ses deux premiers succès en coupe du monde lors du prestigieux week-end italien de Cortina d'Ampezzo (descente et super G).
Avec plusieurs podiums et une victoire chacune, la suédoise Anja Pärson et la croate Janica Kostelić toutes deux 18 ans marquent les esprits et prennent date pour les années futures.

## Système de points
Le vainqueur d'une épreuve de coupe du monde se voit attribuer 100 points pour le classement général. Les skieurs classés aux trente premières places marquent des points.
| Place  | 1er | 2d | 3e | 4e | 5e | 6e | 7e | 8e | 9e | 10e | 11e | 12e | 13e | 14e | 15e | 16e | 17e | 18e | 19e | 20e | 21e | 22e | 23e | 24e | 25e | 26e | 27e | 28e | 29e | 30e |
| ------ | --- | -- | -- | -- | -- | -- | -- | -- | -- | --- | --- | --- | --- | --- | --- | --- | --- | --- | --- | --- | --- | --- | --- | --- | --- | --- | --- | --- | --- | --- |
| Points | 100 | 80 | 60 | 50 | 45 | 40 | 36 | 32 | 29 | 26  | 24  | 22  | 20  | 18  | 16  | 15  | 14  | 13  | 12  | 11  | 10  | 9   | 8   | 7   | 6   | 5   | 4   | 3   | 2   | 1   |

## Classement général
| Rang | Nom                  | Points | Victoire(s) | Podium(s) |
| ---- | -------------------- | ------ | ----------- | --------- |
| 1    | Lasse Kjus           | 1465   | 6           | 10        |
| 2    | Kjetil André Aamodt  | 1442   | 1           | 8         |
| 3    | Hermann Maier        | 1307   | 7           | 11        |
| 4    | Stephan Eberharter   | 1079   | 3           | 9         |
| 5    | Hans Knauss          | 913    | 1           | 4         |
| 6    | Andreas Schifferer   | 901    | 2           | 5         |
| 7    | Christian Mayer      | 766    | 1           | 6         |
| 8    | Michael von Grünigen | 705    | 2           | 5         |
| 9    | Werner Franz         | 614    |             | 4         |
| 10   | Benjamin Raich       | 575    | 3           | 5         |
| 11   | Thomas Stangassinger | 566    | 2           | 5         |
| 12   | Jure Košir           | 525    | 2           | 3         |
| 13   | Paul Accola          | 494    |             | 1         |
| 14   | Fritz Strobl         | 445    |             | 2         |
| 15   | Didier Cuche         | 436    |             |           |
| 16   | Finn Christian Jagge | 386    | 2           | 2         |
| 17   | Steve Locher         | 386    |             | 1         |
| 18   | Pierrick Bourgeat    | 363    | 1           | 2         |
| 19   | Josef Strobl         | 361    |             | 1         |
| 20   | Kristian Ghedina     | 355    | 1           | 1         |

| Rang | Nom                   | Points | Victoire(s) | Podium(s) |
| ---- | --------------------- | ------ | ----------- | --------- |
| 1    | Alexandra Meissnitzer | 1672   | 8           | 13        |
| 2    | Hilde Gerg            | 1179   | 3           | 8         |
| 3    | Renate Götschl        | 1035   | 5           | 8         |
| 4    | Martina Ertl          | 987    |             | 7         |
| 5    | Pernilla Wiberg       | 924    | 1           | 5         |
| 6    | Michaela Dorfmeister  | 920    | 1           | 7         |
| 7    | Régine Cavagnoud      | 764    | 2           | 5         |
| 8    | Anita Wachter         | 756    | 4           | 7         |
| 9    | Andrine Flemmen       | 728    | 1           | 5         |
| 10   | Corinne Rey-Bellet    | 720    | 2           | 2         |
| 11   | Janica Kostelić       | 667    | 1           | 3         |
| 12   | Anja Pärson           | 566    | 1           | 4         |
| 13   | Regina Häusl          | 533    |             | 2         |
| 14   | Isolde Kostner        | 532    |             | 4         |
| 15   | Sonja Nef             | 454    |             | 2         |
| 16   | Sylviane Berthod      | 438    |             | 1         |
| 17   | Sabine Egger          | 425    | 1           | 2         |
| 17   | Florence Masnada      | 425    |             |           |
| 19   | Špela Pretnar         | 422    | 1           | 1         |
| 20   | Brigitte Obermoser    | 398    |             |           |

## Classements de chaque discipline
Les noms en gras remportent les titres des disciplines.

### Descente
| Rang | Nom                 | Points | Victoire(s) | Podium(s) |
| ---- | ------------------- | ------ | ----------- | --------- |
| 1    | Lasse Kjus          | 760    | 5           | 7         |
| 2    | Andreas Schifferer  | 438    | 2           | 2         |
| 3    | Werner Franz        | 427    |             | 4         |
| 4    | Hans Knauss         | 399    | 1           | 1         |
| 5    | Kjetil André Aamodt | 397    |             | 2         |
| 6    | Hermann Maier       | 360    | 1           | 2         |
| 7    | Stephan Eberharter  | 339    |             | 3         |
| 8    | Kristian Ghedina    | 296    | 1           | 1         |
| 9    | Hannes Trinkl       | 274    |             | 1         |
| 10   | Fritz Strobl        | 231    |             | 1         |

| Rang | Nom                   | Points | Victoire(s) | Podium(s) |
| ---- | --------------------- | ------ | ----------- | --------- |
| 1    | Renate Götschl        | 610    | 4           | 5         |
| 2    | Alexandra Meissnitzer | 468    | 2           | 3         |
| 3    | Michaela Dorfmeister  | 454    |             | 3         |
| 4    | Hilde Gerg            | 431    | 1           | 3         |
| 5    | Isolde Kostner        | 371    |             | 4         |
| 6    | Regina Häusl          | 330    |             | 2         |
| 7    | Florence Masnada      | 316    |             |           |
| 8    | Régine Cavagnoud      | 295    | 1           | 2         |
| 9    | Corinne Rey-Bellet    | 251    | 1           | 1         |
| 10   | Ingeborg Helen Marken | 247    |             | 1         |

### Super G
| Rang | Nom                 | Points | Victoire(s) | Podium(s) |
| ---- | ------------------- | ------ | ----------- | --------- |
| 1    | Hermann Maier       | 516    | 4           | 5         |
| 2    | Stephan Eberharter  | 330    | 1           | 3         |
| 3    | Andreas Schifferer  | 262    |             | 2         |
| 4    | Christian Mayer     | 252    | 1           | 3         |
| 5    | Hans Knauss         | 233    |             | 1         |
| 6    | Rainer Salzgeber    | 212    |             | 1         |
| 7    | Lasse Kjus          | 208    |             | 1         |
| 8    | Fritz Strobl        | 178    |             | 1         |
| 9    | Kjetil André Aamodt | 167    |             |           |
| 10   | Paul Accola         | 157    |             |           |
| 10   | Steve Locher        | 157    |             |           |

| Rang | Nom                   | Points | Victoire(s) | Podium(s) |
| ---- | --------------------- | ------ | ----------- | --------- |
| 1    | Alexandra Meissnitzer | 479    | 2           | 3         |
| 2    | Michaela Dorfmeister  | 373    | 1           | 4         |
| 3    | Martina Ertl          | 340    |             | 4         |
| 4    | Régine Cavagnoud      | 335    | 1           | 3         |
| 5    | Renate Götschl        | 308    | 1           | 3         |
| 6    | Hilde Gerg            | 300    | 1           | 2         |
| 7    | Corinne Rey-Bellet    | 272    | 1           | 1         |
| 8    | Pernilla Wiberg       | 262    |             | 1         |
| 9    | Sylviane Berthod      | 232    |             | 1         |
| 10   | Regina Häusl          | 203    |             |           |

### Géant
| Rang | Nom                  | Points | Victoire(s) | Podium(s) |
| ---- | -------------------- | ------ | ----------- | --------- |
| 1    | Michael von Grünigen | 483    | 2           | 4         |
| 2    | Stephan Eberharter   | 410    | 2           | 3         |
| 3    | Hermann Maier        | 371    | 2           | 3         |
| 4    | Kjetil André Aamodt  | 335    |             | 1         |
| 5    | Christian Mayer      | 297    |             | 2         |
| 6    | Benjamin Raich       | 286    | 1           | 2         |
| 7    | Hans Knauss          | 281    |             | 2         |
| 8    | Patrick Holzer       | 276    | 1           | 2         |
| 9    | Marco Büchel         | 218    |             | 1         |
| 10   | Steve Locher         | 217    |             | 1         |

| Rang | Nom                   | Points | Victoire(s) | Podium(s) |
| ---- | --------------------- | ------ | ----------- | --------- |
| 1    | Alexandra Meissnitzer | 652    | 4           | 7         |
| 2    | Anita Wachter         | 636    | 4           | 7         |
| 3    | Andrine Flemmen       | 518    | 1           | 4         |
| 4    | Sonja Nef             | 353    |             | 2         |
| 5    | Anna Ottosson         | 313    |             | 1         |
| 6    | Birgit Heeb-Batliner  | 303    |             | 1         |
| 7    | Leïla Piccard         | 274    |             |           |
| 8    | Martina Ertl          | 270    |             | 2         |
| 9    | Deborah Compagnoni    | 256    |             | 2         |
| 10   | Janica Kostelić       | 243    |             |           |

### Slalom
| Rang | Nom                  | Points | Victoire(s) | Podium(s) |
| ---- | -------------------- | ------ | ----------- | --------- |
| 1    | Thomas Stangassinger | 566    | 2           | 5         |
| 2    | Jure Košir           | 415    | 2           | 3         |
| 3    | Finn Christian Jagge | 366    | 2           | 2         |
| 4    | Kjetil André Aamodt  | 363    |             | 3         |
| 4    | Pierrick Bourgeat    | 363    | 1           | 2         |
| 6    | Sébastien Amiez      | 312    |             | 1         |
| 7    | Benjamin Raich       | 260    | 2           | 3         |
| 8    | Didier Plaschy       | 232    |             | 1         |
| 9    | Michael von Grünigen | 222    |             | 1         |
| 10   | Tom Stiansen         | 209    |             | 1         |

| Rang | Nom                | Points | Victoire(s) | Podium(s) |
| ---- | ------------------ | ------ | ----------- | --------- |
| 1    | Sabine Egger       | 425    | 1           | 2         |
| 2    | Pernilla Wiberg    | 415    | 1           | 3         |
| 3    | Anja Pärson        | 374    | 1           | 4         |
| 4    | Trine Bakke        | 335    | 1           | 2         |
| 5    | Ingrid Salvenmoser | 292    |             | 2         |
| 6    | Kristina Koznick   | 265    | 1           | 2         |
| 7    | Špela Pretnar      | 253    | 1           | 1         |
| 8    | Karin Roten Meier  | 242    | 1           | 2         |
| 9    | Ylva Nowén         | 218    |             | 1         |
| 10   | Urška Hrovat       | 207    | 1           | 1         |

### Combiné
| Rang | Nom                 | Points | Victoire(s) | Podium(s) |
| ---- | ------------------- | ------ | ----------- | --------- |
| 1    | Lasse Kjus          | 180    | 1           | 2         |
| 1    | Kjetil André Aamodt | 180    | 1           | 2         |
| 3    | Werner Franz        | 100    |             |           |
| 4    | Didier Cuche        | 81     |             |           |
| 5    | Markus Herrmann     | 64     |             |           |
| 6    | Hermann Maier       | 60     |             | 1         |
| 6    | Paul Accola         | 60     |             | 1         |
| 8    | Hannes Trinkl       | 46     |             |           |
| 9    | Kristian Ghedina    | 45     |             |           |
| 10   | Luca Cattaneo       | 42     |             |           |

| Rang | Nom                   | Points | Victoire(s) | Podium(s) |
| ---- | --------------------- | ------ | ----------- | --------- |
| 1    | Hilde Gerg            | 180    | 1           | 2         |
| 2    | Janica Kostelić       | 150    | 1           | 1         |
| 3    | Trude Gimle           | 120    |             | 2         |
| 4    | Michaela Dorfmeister  | 82     |             |           |
| 5    | Alexandra Meissnitzer | 81     |             |           |
| 6    | Martina Ertl          | 80     |             | 1         |
| 7    | Catherine Borghi      | 65     |             |           |
| 8    | Brigitte Obermoser    | 64     |             |           |
| 9    | Renate Götschl        | 45     |             |           |
| 10   | Florence Masnada      | 40     |             |           |

## Calendrier et résultats

### Messieurs
| Date                                                 | Lieu                  | Épreuve     | Vainqueur            | Second               | Troisième            |
| ---------------------------------------------------- | --------------------- | ----------- | -------------------- | -------------------- | -------------------- |
| 25 octobre 1998                                      | Sölden                | Géant       | Hermann Maier        | Stephan Eberharter   | Heinz Schilchegger   |
| 20 novembre 1998                                     | Park City             | Géant       | Stephan Eberharter   | Christian Mayer      | Marco Büchel         |
| 22 novembre 1998                                     | Park City             | Slalom      | Pierrick Bourgeat    | Hans Petter Buraas   | Christian Mayer      |
| 27 novembre 1998                                     | Aspen                 | Super G     | Stephan Eberharter   | Hermann Maier        | Christian Mayer      |
| 28 novembre 1998                                     | Aspen                 | Slalom      | Thomas Stangassinger | Sébastien Amiez      | Tom Stiansen         |
| 12 décembre 1998                                     | Val d'Isère           | Descente    | Lasse Kjus           | Luca Cattaneo        | Erik Seletto         |
| 13 décembre 1998                                     | Val d'Isère           | Super G     | Hermann Maier        | Stephan Eberharter   | Lasse Kjus           |
| 14 décembre 1998                                     | Sestrière             | Slalom      | Finn Christian Jagge | Thomas Stangassinger | Jure Košir           |
| 18 décembre 1998                                     | Val Gardena           | Descente I  | Lasse Kjus           | Werner Franz         | Hermann Maier        |
| 19 décembre 1998                                     | Val Gardena           | Descente II | Kristian Ghedina     | Lasse Kjus           | Werner Franz         |
| 20 décembre 1998                                     | Alta Badia            | Géant       | Michael von Grünigen | Patrick Holzer       | Andreas Schifferer   |
| 21 décembre 1998                                     | Innsbruck             | Super G     | Hermann Maier        | Christian Mayer      | Fritz Strobl         |
| 29 décembre 1998                                     | Bormio                | Descente    | Hermann Maier        | Fritz Strobl         | Stephan Eberharter   |
| 5 janvier 1999                                       | Kranjska Gora         | Géant       | Patrick Holzer       | Christian Mayer      | Hans Knauss          |
| 6 janvier 1999                                       | Kranjska Gora         | Slalom      | Jure Košir           | Thomas Stangassinger | Benjamin Raich       |
| 7 janvier 1999                                       | Schladming            | Slalom      | Benjamin Raich       | Pierrick Bourgeat    | Kjetil André Aamodt  |
| 9 janvier 1999                                       | Schladming            | Super G     | Hermann Maier        | Rainer Salzgeber     | Hans Knauss          |
| 10 janvier 1999                                      | Flachau               | Géant       | Benjamin Raich       | Michael von Grünigen | Hermann Maier        |
| 12 janvier 1999                                      | Adelboden             | Géant       | Hermann Maier        | Kjetil André Aamodt  | Benjamin Raich       |
| 16 janvier 1999                                      | Wengen                | Descente    | Lasse Kjus           | Hannes Trinkl        | Hans Knauss          |
| 17 janvier 1999                                      | Wengen                | Slalom      | Benjamin Raich       | Michael von Grünigen | Lasse Kjus           |
| 17 janvier 1999                                      | Wengen                | Combiné     | Lasse Kjus           | Kjetil André Aamodt  | Hermann Maier        |
| 22 janvier 1999                                      | Kitzbühel             | Descente I  | Lasse Kjus           | Kjetil André Aamodt  | Werner Franz         |
| 23 janvier 1999                                      | Kitzbühel             | Descente II | Hans Knauss          | Peter Rzehak         | Werner Franz         |
| 24 janvier 1999                                      | Kitzbühel             | Slalom      | Jure Košir           | Didier Plaschy       | Giorgio Rocca        |
| 24 janvier 1999                                      | Kitzbühel             | Combiné     | Kjetil André Aamodt  | Lasse Kjus           | Paul Accola          |
| Championnats du monde à Vail du 2 au 14 février 1999 |                       |             |                      |                      |                      |
| 27 février 1999                                      | Ofterschwang          | Géant       | Stephan Eberharter   | Hans Knauss          | Michael von Grünigen |
| 28 février 1999                                      | Ofterschwang          | Slalom      | Finn Christian Jagge | Thomas Stangassinger | Kjetil André Aamodt  |
| 5 mars 1999                                          | Kvitfjell             | Descente I  | Andreas Schifferer   | Stephan Eberharter   | Kjetil André Aamodt  |
| 6 mars 1999                                          | Kvitfjell             | Descente II | Andreas Schifferer   | Lasse Kjus           | Stephan Eberharter   |
| 7 mars 1999                                          | Kvitfjell             | Super G     | Hermann Maier        | Stephan Eberharter   | Andreas Schifferer   |
| 10 mars 1999                                         | Sierra Nevada Finales | Descente    | Lasse Kjus           | Chad Fleischer       | Audun Groenvold      |
| 11 mars 1999                                         | Sierra Nevada Finales | Super G     | Christian Mayer      | Andreas Schifferer   | Josef Strobl         |
| 13 mars 1999                                         | Sierra Nevada Finales | Slalom      | Thomas Stangassinger | Kjetil André Aamodt  | Marco Casanova       |
| 14 mars 1999                                         | Sierra Nevada Finales | Géant       | Michael von Grünigen | Steve Locher         | Heinz Schilchegger   |

### Dames
| Date                                                 | Lieu                  | Épreuve     | Vainqueur                | Seconde               | Troisième             |
| ---------------------------------------------------- | --------------------- | ----------- | ------------------------ | --------------------- | --------------------- |
| 24 octobre 1998                                      | Sölden                | Géant       | Andrine Flemmen          | Alexandra Meissnitzer | Deborah Compagnoni    |
| 19 novembre 1998                                     | Park City             | Géant       | Alexandra Meissnitzer    | Martina Ertl          | Birgit Heeb-Batliner  |
| 20 novembre 1998                                     | Park City             | Slalom      | Urška Hrovat             | Sabine Egger          | Janica Kostelić       |
| 27 novembre 1998                                     | Lake Louise           | Descente I  | Renate Götschl           | Isolde Kostner        | Alexandra Meissnitzer |
| 28 novembre 1998                                     | Lake Louise           | Descente II | Renate Götschl           | Isolde Kostner        | Regina Häusl          |
| 28 novembre 1998                                     | Lake Louise           | Super G     | Alexandra Meissnitzer    | Pernilla Wiberg       | Hilde Gerg            |
| 3 décembre 1998                                      | Mammoth Mountain      | Slalom      | Anja Pärson              | Zali Steggall         | Ingrid Salvenmoser    |
| 4 décembre 1998                                      | Mammoth Mountain      | Super G     | Christiane Mitterwallner | Renate Götschl        | Martina Ertl          |
| 10 décembre 1998                                     | Val d'Isère           | Super G     | Alexandra Meissnitzer    | Martina Ertl          | Régine Cavagnoud      |
| 11 décembre 1998                                     | Val d'Isère           | Géant       | Alexandra Meissnitzer    | Deborah Compagnoni    | Anita Wachter         |
| 18 décembre 1998                                     | Veysonnaz             | Descente I  | Hilde Gerg               | Pernilla Wiberg       | Bibiana Perez         |
| 19 décembre 1998                                     | Veysonnaz             | Descente II | Alexandra Meissnitzer    | Régine Cavagnoud      | Renate Götschl        |
| 20 décembre 1998                                     | Veysonnaz             | Slalom      | Karin Roten Meier        | Kristina Koznick      | Anja Pärson           |
| 20 décembre 1998                                     | Veysonnaz             | Combiné     | Hilde Gerg               | Martina Ertl          | Trude Gimle           |
| 27 décembre 1998                                     | Semmering             | Géant       | Anita Wachter            | Alexandra Meissnitzer | Andrine Flemmen       |
| 28 décembre 1998                                     | Semmering             | Slalom      | Kristina Koznick         | Karin Roten Meier     | Pernilla Wiberg       |
| 2 janvier 1999                                       | Maribor               | Géant       | Anita Wachter            | Sonja Nef             | Alexandra Meissnitzer |
| 2 janvier 1999                                       | Maribor               | Super G     | Hilde Gerg               | Martina Ertl          | Michaela Dorfmeister  |
| 3 janvier 1999                                       | Maribor               | Slalom      | Pernilla Wiberg          | Hilde Gerg            | Ylva Nowén            |
| 8 janvier 1999                                       | Berchtesgaden         | Slalom      | Sabine Egger             | Ingrid Salvenmoser    | Pernilla Wiberg       |
| 16 janvier 1999                                      | Sankt Anton           | Descente    | Corinne Rey-Bellet       | Michaela Dorfmeister  | Hilde Gerg            |
| 16 janvier 1999                                      | Sankt Anton           | Super G     | Corinne Rey-Bellet       | Alexandra Meissnitzer | Michaela Dorfmeister  |
| 17 janvier 1999                                      | Sankt Anton           | Slalom      | Trine Bakke              | Anja Pärson           | Janica Kostelić       |
| 17 janvier 1999                                      | Sankt Anton           | Combiné     | Janica Kostelić          | Hilde Gerg            | Trude Gimle           |
| 21 janvier 1999                                      | Cortina d'Ampezzo     | Descente    | Régine Cavagnoud         | Isolde Kostner        | Hilde Gerg            |
| 22 janvier 1999                                      | Cortina d'Ampezzo     | Super G I   | Renate Götschl           | Martina Ertl          | Régine Cavagnoud      |
| 23 janvier 1999                                      | Cortina d'Ampezzo     | Super G II  | Régine Cavagnoud         | Sylviane Berthod      | Michaela Dorfmeister  |
| 24 janvier 1999                                      | Cortina d'Ampezzo     | Géant       | Alexandra Meissnitzer    | Martina Ertl          | Anita Wachter         |
| Championnats du monde à Vail du 2 au 14 février 1999 |                       |             |                          |                       |                       |
| 22 février 1999                                      | Åre                   | Géant I     | Alexandra Meissnitzer    | Anita Wachter         | Andrine Flemmen       |
| 23 février 1999                                      | Åre                   | Slalom      | Špela Pretnar            | Trine Bakke           | Anja Pärson           |
| 24 février 1999                                      | Åre                   | Géant II    | Anita Wachter            | Andrine Flemmen       | Sonja Nef             |
| 27 février 1999                                      | Åre                   | Descente    | Renate Götschl           | Michaela Dorfmeister  | Regina Häusl          |
| 5 mars 1999                                          | Saint-Moritz          | Descente    | Renate Götschl           | Michaela Dorfmeister  | Isolde Kostner        |
| 6 mars 1999                                          | Saint-Moritz          | Super G     | Michaela Dorfmeister     | Renate Götschl        | Kathleen Monahan      |
| 10 mars 1999                                         | Sierra Nevada Finales | Descente    | Alexandra Meissnitzer    | Ingeborg Helen Marken | Mélanie Turgeon       |
| 13 mars 1999                                         | Sierra Nevada Finales | Géant       | Anita Wachter            | Anna Ottosson         | Andrine Flemmen       |

## Coupe des nations
| Rang | Nom        | Points | Victoire(s) | Podium(s) |
| ---- | ---------- | ------ | ----------- | --------- |
| 1    | Autriche   | 15597  | 39          | 98        |
| 2    | Norvège    | 6228   | 11          | 34        |
| 3    | Suisse     | 5540   | 5           | 16        |
| 4    | Italie     | 4252   | 2           | 13        |
| 5    | France     | 3986   | 3           | 8         |
| 6    | Allemagne  | 3596   | 3           | 16        |
| 7    | Suède      | 3155   | 2           | 11        |
| 8    | Slovénie   | 2807   | 4           | 5         |
| 9    | États-Unis | 1442   | 1           | 3         |
| 10   | Croatie    | 667    | 1           | 3         |

| Rang | Nom        | Points | Victoire(s) | Podium(s) |
| ---- | ---------- | ------ | ----------- | --------- |
| 1    | Autriche   | 8707   | 19          | 58        |
| 2    | Norvège    | 4409   | 9           | 24        |
| 3    | Suisse     | 3155   | 2           | 9         |
| 4    | Italie     | 2239   | 2           | 6         |
| 5    | France     | 1545   | 1           | 3         |
| 6    | Slovénie   | 1420   | 2           | 3         |
| 7    | Suède      | 791    |             |           |
| 8    | États-Unis | 607    |             |           |
| 9    | Allemagne  | 454    |             |           |
| 10   | Canada     | 321    |             |           |

| Rang | Nom        | Points | Victoire(s) | Podium(s) |
| ---- | ---------- | ------ | ----------- | --------- |
| 1    | Autriche   | 6890   | 20          | 40        |
| 2    | Allemagne  | 3142   | 3           | 16        |
| 3    | France     | 2441   | 2           | 5         |
| 4    | Suisse     | 2385   | 3           | 7         |
| 5    | Suède      | 2364   | 2           | 11        |
| 6    | Italie     | 2013   |             | 7         |
| 7    | Norvège    | 1819   | 2           | 10        |
| 8    | Slovénie   | 1387   | 2           | 2         |
| 9    | États-Unis | 835    | 1           | 3         |
| 10   | Croatie    | 667    | 1           | 3         |

Classement final